# ほのぼのワイド
『ほのぼのワイド』は、1991年4月1日から1993年10月1日まで一部テレビ東京系列局（テレビ東京・テレビ北海道・テレビ愛知・テレビ大阪）と岐阜テレビで放送された生活情報番組。テレビ東京では平日10時台での放送で、当初は月曜から金曜までの週5日間放送されていたが、後に月曜から水曜までの放送に縮小した。

## 出演者

### 司会
- 高嶋秀武（フリーアナウンサー） - ニッポン放送退社後フリーになって初のテレビ番組出演。
- 大平雅美（当時テレビ東京アナウンサー）

| テレビ東京系列 午前の生活情報番組                                                              | テレビ東京系列 午前の生活情報番組               | テレビ東京系列 午前の生活情報番組                    |
| 前番組                                                                                         | 番組名                                          | 次番組                                               |
| ---------------------------------------------------------------------------------------------- | ----------------------------------------------- | ---------------------------------------------------- |
| タウン情報生ワイド （1989年7月3日 - 1990年9月28日） ※同枠は1990年10月から1991年3月まで一時中断 | ほのぼのワイド （1991年4月1日 - 1993年10月1日） | 10時奥さまプラーザ （1997年9月29日 - 1998年9月25日） |

| スタブアイコン | サブスタブ | この項目は、まだ閲覧者の調べものの参照としては役立たない、テレビ番組に関連した書きかけの項目です。この項目を加筆・訂正などしてくださる協力者を求めています（P:テレビ/PJ:放送または配信の番組）。 |